# Delphinium gracilentum
Delphinium gracilentum är en ranunkelväxtart som beskrevs av Edward Lee Greene. Delphinium gracilentum ingår i släktet storriddarsporrar, och familjen ranunkelväxter. Inga underarter finns listade i Catalogue of Life.